# Artemisia spinescens

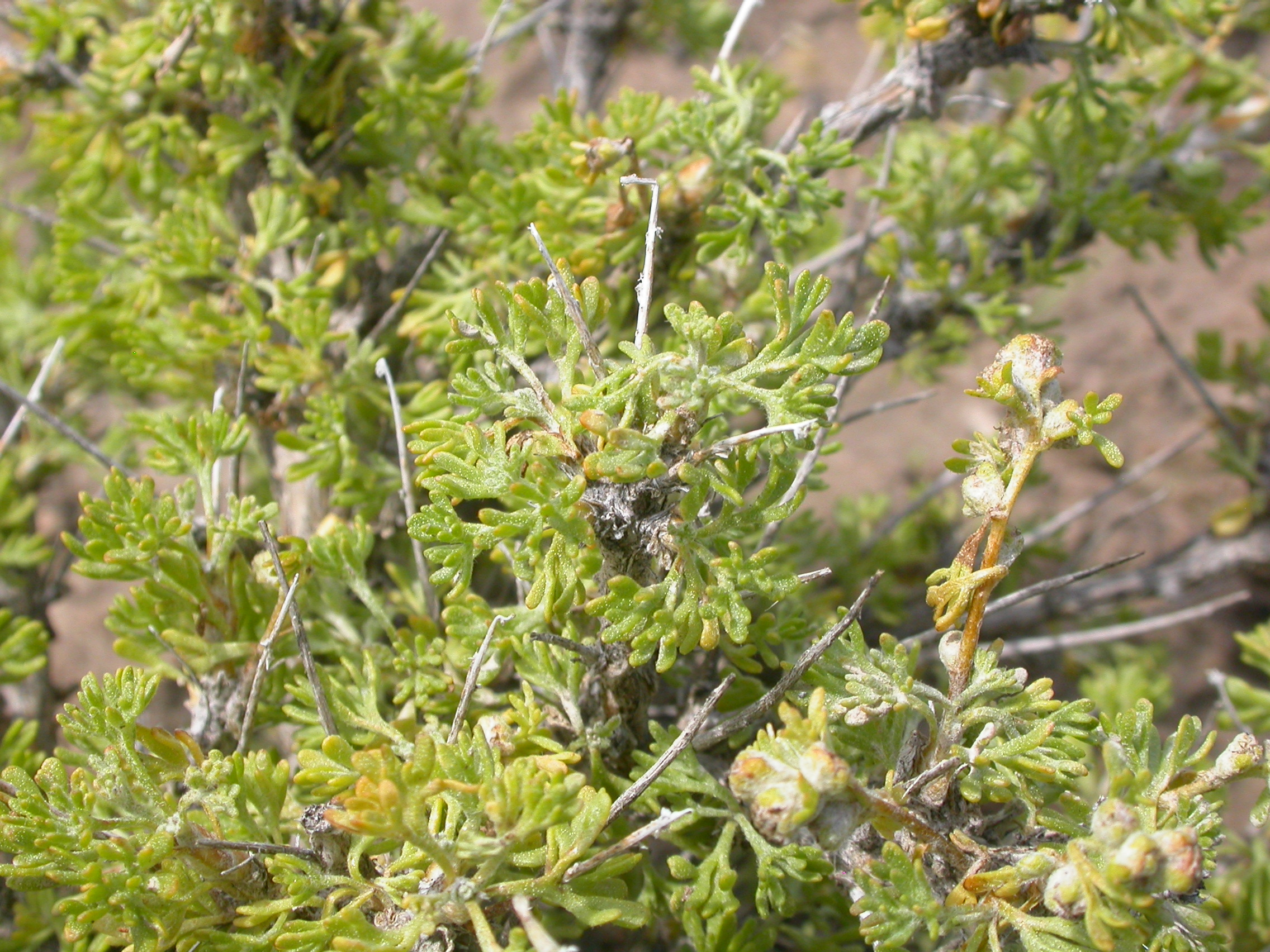
Detalle de la planta

Artemisia spinescens es una especie de planta arbustiva perteneciente a la familia de las asteráceas. Es originaria de Norteamérica.

## Descripción
Es un arbusto redondeado formando un arbusto de hasta 30 a 50 cm de altura máxima. Sus ramas son enmarañadas, espinosas y ásperas cuando envejecen. El tallo es leñoso. El follaje fuertemente aromático se compone de muchas hojas pequeñas, difusas divididas en segmentos estrechos y puntiagudos. Tiene hojas caducas, que dejan caer sus hojas durante la sequía del verano cuando se convierte en estado latente. La inflorescencia es un racimo de pequeños grupos de cabezas de flores que brotan de las axilas de las hojas. El fruto es un aquenio peludo de menos de un mm de largo. 

## Distribución y hábitat
Es nativa del oeste de los Estados Unidos desde California a Montana y Nuevo México, donde crece en hábitat de suelos de arcilla y gravas. Prospera en suelos salinos, con otras plantas tolerantes a la sal como Atriplex. Se adapta a climas muy secos. 

## Usos
Esta planta se considera buen forraje para los animales de pastoreo silvestres y domésticos a principios de la temporada, cuando el follaje es nuevo y suave. Más tarde, en la época en que la planta produce grandes cantidades de aceites volátiles amargos se vuelve desagradable.

## Taxonomía
La especie fue descrita inicialmente como Picrothamnus desertorum por Thomas Nuttall y publicada en Transactions of the American Philosophical Society, new series, 7: 417, en 1841, actualmente es un sinónimo de esta; y ulteriormente, sería descrita como Artemisia spinescens por Daniel Cady Eaton en United States Geological Expolration of the Fortieth Parallel Vol. 5, Botany 180, en 1871.

#### Etimología
Véase: Artemisia
spinescens: epíteto latino que significa "algo espinosa''.